# Karlheinz Diez
Karlheinz Diez (ur. 20 lutego 1954 w Freigericht-Horbach) – niemiecki duchowny rzymskokatolicki, biskup pomocniczy Fuldy od 2004.

## Życiorys
Święcenia kapłańskie otrzymał 10 października 1978 i został inkardynowany do diecezji Fuldy. Przez kilka lat pracował jako wikariusz w Kassel, zaś w latach 1981-1985 odbywał studia doktoranckie w Rzymie. Po powrocie do kraju habilitował się w Moguncji. W 1989 został wicerektorem fuldzkiego seminarium, zaś od 1998 wykładał także na miejscowym wydziale teologicznym.
13 lipca 2004 papież Jan Paweł II mianował go biskupem pomocniczym diecezji fuldzkiej, ze stolicą tytularną Villa Regis. Sakry biskupiej udzielił mu bp Heinz Josef Algermissen.